# とうあ
とうあ（Toua、2002年11月26日 - ）は、日本のYouTuber、TikToker、歌手。YouTuberグループ「ウチら3姉妹」の元メンバー。アソビシステム所属。レーベルはアソビミュージック。

## 来歴

### 生い立ち
2002年11月26日、岐阜県羽島市に生まれる。家族構成は、父、母、自分、妹の4人。生物学的には男性であるものの、幼い頃から可愛いものが好きで女友達といることが多く、性別の枠に当てはめられることに疑問を抱いていた。小中学生時代には羽島市の学校に通い、9年間陸上競技の短距離走をやっていた。
2018年4月、愛知県名古屋市の服飾系の学科がある高等学校に進学。名古屋のファッションイベントに参加して新しい友人と出会ったり、好きなファッションを楽しんだりする中で、自身のアイデンティティが確立し、「今の自分」が作られていった。高校2年生で恋愛対象が男性であることを自覚した。

### YouTuberとして
2020年3月7日、ファッションイベントを通じて出会ったこま、ゆらと共に、3人組YouTuberグループ「ウチら3姉妹」を結成し、YouTuberとして活動を開始。8月28日に投稿した動画内で発した「おはようでやんす」というフレーズが大きな反響を呼び、一躍有名になる。本動画は2025年1月現在、再生回数1900万回を記録している。
2021年3月14日、YouTubeの個人チャンネルを開設。同月、高校を卒業し、メンバー2人と共に上京。7月30日、芸能事務所のアソビシステムに所属。11月29日、JC・JK流行語大賞2021にて、自身が発した「きまZ」というフレーズがコトバ部門で1位にランクインし、自身もヒト部門で5位にランクインした。12月1日、初の著書『生まれ変わっても自分でいたいって思うために生きてる』を出版。
2022年7月1日、YouTubeの個人チャンネル登録者数が100万人を突破。11月25日、1stシングル『若者 (Young)』をデジタルリリースし、歌手デビュー。
2023年1月24日、初のフォトブック『何者』を出版。3月15日、「ウチら3姉妹」が解散を発表し、個人YouTuberとなる。9月7日、FRONT ROW by UUUMよりアパレルブランド「BG」のプロデュースを開始。
2024年7月26日、2ndシングル『I am I』をデジタルリリース。11月27日、1st EP『I am I』をデジタルリリース。

## 人物
- LGBTQであることを公表していて、自らをオカマと称している[3]。高校2年生まではバイセクシュアルであったが、現在の恋愛対象は男性のみである[14]。ただし、性自認については明言しておらず、男性や女性、トランスジェンダーなどの枠に当てはめられることに抵抗を感じると語っている[1]。
- 特技は小中学生時代に9年間やっていた陸上競技の短距離走[2]。自己ベストは50メートル5.8秒[15]。
- 愛犬家で、2021年から2024年までの3年間、フレンチブルドッグの天を飼っていた[16]。
- YouTuberでファッションモデルの中町綾とは親友と呼び合うほど仲が良く、「とうあや」として動画上で頻繁にコラボを行なっている[17]。他にもPKAのゆうぴーまん、むくえなのえなぴ、ふくれな、平成フラミンゴのにことりほ、ヘラヘラ三銃士のありしゃんなどと親交が深い。

## 音楽作品

### アルバム

#### EP
| No. | 発売日         | タイトル | 収録曲/作詞・作曲 | レーベル           | 形態     | 出典   |
| --- | -------------- | -------- | --- | ------------------ | -------- | ------ |
| 1   | 2024年11月27日 | I am I   | 《I am I》 《MY Routine》 作詞：とうあ、なかむらみなみ 作曲：なかむらみなみ、No I'm 《MEmories》 作詞：とうあ、MEZZ 作曲：MEZZ、Carpainter 《若者 - MINE remix-》 リミキサー：Carpainter、TREKKIE TRAX CREW | アソビミュージック | 音楽配信 | [ 13 ] |

### シングル
| No. | 発売日         | タイトル     | 作詞・作曲                                                         | レーベル           | 形態     | 出典   |
| --- | -------------- | ------------ | ------------------------------------------------------------------ | ------------------ | -------- | ------ |
| 1   | 2022年11月25日 | 若者 (Young) | 作詞：とうあ、Yu-ki Kokubo 作曲：とうあ、Stand Alone、Yu-ki Kokubo | アソビミュージック | 音楽配信 | [ 9 ]  |
| 2   | 2024年7月26日  | I am I       | 作詞：とうあ、Zinee 作曲：Zinee、前田佑                            | アソビミュージック | 音楽配信 | [ 12 ] |

## 出演

### ウェブ番組
- 僕たち私たちのシャッフルアイランド（ABEMA SPECIAL、2023年7月14日）[18]
- 恋する♥週末ホームステイ Season25 2024・冬（ABEMA SPECIAL、2024年2月6日 - 3月26日） - MC[19]

## 広告

### CM
- Google Pixel ウェブCM 中町綾・とうあ「あなたの楽しいが、もっと広がる。」篇（2023年）

### 広報
- FRONT ROW by UUUM BG プロデューサー（2023年）[11]
- サマンサタバサ リアデイ アンバサダー（2023年）[20]
- 明治 推しチョコバレンタイン アンバサダー（2024年）
- バロックジャパンリミテッド アズールバイマウジー×マリークヮント キャンペーンビジュアル（2024年）[21]

## 書籍

### エッセイ
- 生まれ変わっても自分でいたいって思うために生きてる（KADOKAWA、2021年12月1日）

### フォトブック
- 何者（宝島社、2023年1月24日）